# Emmanuel Amunike
Emmanuel Amunike (né le 25 décembre 1970 à Eze Obodo au Nigeria) est un footballeur nigérian qui jouait au poste de milieu de terrain offensif ou attaquant devenue entraîneur. Il fut sélectionneur de la Tanzanie.

## Biographie

### Carrière de joueur
Emmanuel Amunike fait partie de la grande équipe du Nigeria des années 1990, qui remporte la Coupe d'Afrique des nations 1994, les Jeux olympiques de 1996 et qui atteint les huitièmes de finale de la Coupe du monde 1994.
Amunike se distingue par quelques buts importants. Son doublé permet au Nigeria de remporter la finale de la CAN 94 contre la Zambie. Il marque également deux buts lors du Mondial 94, dont l'ouverture du score en huitièmes de finale contre l'Italie (les Super Eagles s'inclineront finalement en prolongation). Enfin, il inscrit l'un des trois buts de la victoire en finale des JO 96 contre l'Argentine (3-2).
Fort de ses performances en équipe nationale, Amunike se voit recruté par le FC Barcelone en 1996 (après une première expérience en Europe au Sporting Portugal). Hélas, après une première saison plutôt réussie au côté de Ronaldo, il passe les trois suivantes sans disputer un seul match en raison d'une grave blessure au genou, qui le prive d'ailleurs de la Coupe du monde 1998.
Par la suite, Amunike ne retrouve jamais son meilleur niveau, même si sa carrière s'étend jusqu'en 2006. Il se reconvertira ensuite et deviendra entraîneur.

### Carrière de sélectionneur
Le 6 août 2018, il est nommé sélectionneur de la Tanzanie. Il qualifie son équipe pour la CAN 2019, compétition qu'elle n'avait plus disputée depuis 1980. 
Son équipe ayant terminé à la dernière place de son groupe lors de la CAN 2019 avec trois défaites en autant de matches, Emmanuel Amunike est démis de son poste de sélectionneur le 9 juillet 2019.

## Palmarès
- Vainqueur de la Coupe d'Afrique des nations 1994 avec le Nigeria
- Vainqueur de la Coupe d'Espagne en 1997 avec le FC Barcelone
- Vainqueur de la Coupe du Portugal en 1995 avec le Sporting Portugal
- Vainqueur de la Supercoupe du Portugal en 1995 avec le Sporting Portugal
- Vainqueur de la Ligue des champions de la CAF en 1993 avec le Zamalek Sporting Club (finaliste en 1994)
- Vainqueur de la Supercoupe de la CAF en 1994 avec le Zamalek Sporting Club
- Champion d'Égypte en 1992 et 1993 avec le Zamalek Sporting Club
- Champion olympique en 1996 avec le Nigeria